# Uramisten
Uramisten és una pel·lícula hongaresa del 1985 dirigida per Péter Gárdos.

## Argument
La història tracta del duel entre un jove artista, Oszkár Sajek, i un vell il·lusionista, un antic artista lliure, que s'enfrontaven mútuament a Budapest a mitjans dels anys vuitanta, en part i casualment al món del circ de Budapest.

## Personatges
- Lipót Binder, il·lusionista - Feleki Kamill
- Oszkár Sajek, artista – Károly Eperjes
- Simi, domador de cangurs - György Dörner
- Józsi, cambrer – László Csákányi
- Virág Boldi, devorador de flames - Dezső Garas
- La mare de Sajek - Nóra Tábori
- Ági, la xicota de Sajek - Júlia Nyakó
- Szilvia, la dona de Sajek - Györgyi Tarján
- Amic de Szilvia - László Helyey
- Dudi – Dénes Ujlaki
- Dudiné – Pap Vera
- L'home al cinema - Antal Leisen
- Dona al restaurant - Sáfár Anikó
- Senyora Vitkovics – Éva Tímár
- Dr. Emil Szűcs, advocat – Ferenc Paláncz

## Premis
Al Festival Internacional de Cinema de Chicago de 1985. Va rebre l'Hugo de Plata al director novell per Péter Gárdos i al Festival Internacional de Cinema de Mont-real del mateix any va rebre el Premi especial del jurat.